# Flower (近畿小子單曲)
Flower（フラワー）是日本二人組合近畿小子的第7張單曲。於1999年5月26日由傑尼斯娛樂唱片公司發行。

## 解說
KinKi Kids開始從令人驚異的銷量沉靜下來，這張單曲的Oricon統計首批銷量只有36.8萬張，僅比上一張單曲稍作輕微上升。不過由於長期受歡迎，所以累積銷量最終仍達104.1萬張。這是相隔3張單曲後，合計第4張唱片達至百萬銷量。不過同時亦是直至目前為止KinKi Kids最後一張擁有百萬銷量的單曲。
歌曲配樂方面，A面歌曲『Flower』的間奏加插了沖繩・奄美地區的樂器三味線作演奏。而該首歌曲亦曾為了電台節目而特別製作了一個播放版本，但截至現時為止該首特別版本仍沒有發行的打算。作曲作詞方面，找到了同時期為濱崎步歌曲作曲，例必使歌曲大受歡迎的HΛL負責。整首歌訊息正面，帶給人們夏日清爽氣息的聲音。在朝日電視台的音樂節目『Music Station』演出時，堂本光一經常把副歌部份的歌詞唱錯，結果常被該節目的回顧中重提。另外，該歌亦曾在日本電視台的『伊東家的食桌』中，以只使用鋼琴的黑鍵就能彈奏的方式被介紹，結果曾在中小學生牽起了一股只要找到鋼琴就會奏出「Flower」的熱潮。但其實雖說只以黑鍵就能彈奏，但其實實際上的音階會比原曲高半個音。
這首歌曲亦與第3張單曲『雲霄飛車羅曼史』一樣被選為作全日空航空公司的廣告「'99 Paradise 沖繩」的主題曲，廣告片連同音樂錄影帶均在沖繩進行拍攝。

## 名稱
- 日語原名：
- 中文意思：花朵
- 香港正東譯名：Flower
- 台灣豐華譯名：Flower
- 台灣艾迴譯名：Flower

## 收錄歌曲
1. Flower（フラワー）
  - ※KinKi Kids參與演出的日本全日空航空公司廣告『'99 Paradise 沖繩』主題曲。
  - 作曲：HΛL、音妃
  - 作詞：HΛL
  - 編曲：船山基紀
  - 和音編排：松下誠
2. 筋疲力盡（元気がくたくた）
  - 作曲：馬飼野康二
  - 作詞：戶澤暢美
  - 編曲：CHOKKAKU
3. Flower (Instrumental)
  - 作曲：HΛL、音妃
  - 編曲：船山基紀
  - 和音編排：松下誠
4. 筋疲力盡 (Instrumental)
  - 作曲：馬飼野康二
  - 編曲：CHOKKAKU